# Hans Gross
Hans Gustav Adolf Gross (Graz, 12 dicembre 1847 – Graz, 9 dicembre 1915) è stato un criminologo austriaco.
È ritenuto il creatore del moderno campo degli studi criminologici ed è considerato tuttora il padre della scienza dell'indagine criminale. Ha insegnato come professore all'Università di Černivci, all'Università di Praga e all'Università di Graz. È anche il padre dello psicoanalista austriaco Otto Gross.

## Biografia
Figlio di un ufficiale amministrativo dell'esercito austriaco, Gross si laureò in legge all'Università di Graz, sua città natale, nel 1869 e l'anno successivo conseguì il dottorato in legge. Dopo il dottorato, Gross iniziò il lavoro di magistrato inquirente, dapprima nella Stiria settentrionale e poi in un distretto agricolo nei pressi del confine ungherese. Ben presto scoprì che i suoi studi in legge non lo avevano preparato alla varietà di compiti pratici che spettavano a un magistrato operante sul campo, che doveva indagare su ogni genere di crimine, dalla truffa, al furto di bestiame, al bracconaggio, fino all'omicidio e all'incendio doloso. Gross si mise al lavoro per colmare questa lacuna, studiando trattati di fisica, psicologia, medicina e scienza in generale, occupandosi anche di fotografia e osservazioni al microscopio.
La pubblicazione del suo libro Handbuch für Untersuchungsrichter als System der Kriminalistik (Manuale di scienze criminali per magistrati inquirenti) nel 1893 è considerata il momento della nascita del campo della scienza forense. Questo lavoro raccoglieva in un sistema unico settori dello scibile che non erano precedentemente stati integrati, come per esempio psicologia e scienza, e che potevano essere usati con successo contro il crimine. Gross adattò alcune discipline alle necessità dell'indagine criminale, come per esempio la fotografia della scena di un delitto e i metodi per rilevare impronte di piedi. Il manuale sottolinea l'importanza delle caratteristiche personali che l'investigatore deve possedere (obiettività, diligenza, perseveranza, conoscenza della natura umana) e della necessità di ricorrere agli esperti delle diverse discipline scientifiche e/o arti e mestieri che possono essere di aiuto all'indagine.
L'importanza dell'opera e delle esigenze alle quali rispondeva è testimoniato dalla sua rapida diffusione: alla morte di Gross nel 1915 il libro aveva già avuto sette edizioni ed era stato tradotto in diverse lingue.
Gross in seguito si rese conto che l'aspetto della psicologia del crimine necessitava di un trattamento più approfondito; pubblicò così nel 1897 il libro Kriminalpsychologie (Psicologia criminale). In esso introduce concetti moderni e contrari ai pregiudizi dell'epoca, come per esempio la possibilità che una testimonianza, anche sincera, possa essere errata e non debba essere accettata acriticamente.
Nel 1898 Gross fondò la rivista Archiv für Kriminalanthropologie und Kriminalistik per raccogliere gli studi internazionali sulla neonata scienza criminologica. Sotto il nome di Archiv für Kriminologie, la pubblicazione è tuttora una delle più importanti riviste scientifiche del settore. Nello stesso anno fu chiamato a insegnare come professore di diritto criminale e amministrazione della giustizia presso l'Università di Černivci. Nel 1903 fu trasferito all'Università di Praga, come insegnante della stessa materia. Nel 1905 infine tornò a Graz dove assunse la cattedra presso l'Università dove aveva compiuto gli studi. Il suo ultimo lavoro pubblicato fu Kriminalistische Tätigkeit und Stellung des Arztes nel 1908, un trattato dove esaminava la posizione della figura del medico in rapporto all'indagine criminale e come quest'ultima potesse essere di aiuto alla diagnosi medica, e non solo viceversa.
Nel 1912 fondò l'Istituto di Criminalistica (in seguito Istituto di Criminologia) come dipartimento della Scuola di Giurisprudenza dell'Università di Graz, che fu seguito da molti dipartimenti simili in tutto il mondo.

## Opere
- (DE)  Handbuch für Untersuchungsrichter als System der Kriminalistik (1893). Traduzione italiana:  Hans Gross, La polizia giudiziaria. Guida pratica per l'istruzione dei processi criminali, traduzione di M. Carrara, Torino, F.lli Bocca, 1906.